# Puente Sol Naciente Choluteca
El Puente Sol Naciente es el puente más largo de Honduras, ubicado en la ciudad de Choluteca, en el departamento del mismo nombre, al sur del país. El puente es parte de la Carretera Panamericana que pasa sobre el río Choluteca, y fue construido gracias a una donación que el gobierno de Japón otorgó al gobierno de Honduras en 1998, para la reconstrucción de infraestructura vial tras los destrozos provocados por el huracán Mitch.

## Historia
El puente de suspensión original, denominado puente de Choluteca o puente Carías, a principios de los años 90 resultaba insuficiente para el tráfico que cruzaba la ciudad, por lo que se decidió construir un anillo periférico y un segundo puente. Con dicha construcción se pretendía reducir el tráfico en el puente de suspensión.
El huracán Mitch asoló a Honduras a finales de 1998, con un saldo de 5.657 muertos, 8.058 desaparecidos, 12.000 heridos, casi tres millones de damnificados y pérdidas materiales superiores a los 6.500 millones de dólares, incluyendo el antiguo puente. 
En total, como ayuda para la reconstrucción nacional, Japón otorgó 81 millones de dólares para la levantar tres puentes en Tegucigalpa; tres en el departamento de Choluteca, al sur; uno en Yoro, al norte; y uno en Santa Bárbara, al oeste del país.
El nuevo puente posee ocho pilares de 12 metros de ancho, contando las aceras a ambos lados. Se trata del puente más largo de Honduras, con 484 m de extensión.